# برایانت واشبرن
برایانت واشبرن (انگلیسی: Bryant Washburn؛ ‏۲۸ آوریل ۱۸۸۹ – ۳۰ آوریل ۱۹۶۳) بازیگر اهل ایالات متحده آمریکا بود.
از فیلم‌هایی که وی در آن نقش داشته است، می‌توان به گیرایی و وسوسه هالیوود، مهمان ناخوانده هالیوود، به خنده‌ات ادامه بده، دلیجان، بلندپرواز باش و هالیوود که دیگر بدرد نمی‌خورد اشاره کرد.